# Самойлова Конкордія Миколаївна
Конкордія Миколаївна Самойлова (уроджена Громова) (1876, Іркутськ — 2 червня 1921, Астрахань) — професійна революціонерка, діячка жіночого пролетарського руху. Член ВУЦВК.

## Життєпис
Народилася 1876 року в місті Іркутську в родині священика. Від 1896 вчилася на Бестужевських Вищих жіночих курсах в Петербурзі, з 1897 брала участь в студентському русі. У 1902 виїхала до Парижа, де прилучилася до «Іскри». Вела революційну роботу у Твері, Ростові, Москві, Петербурзі та Баку. В Україні працювала в Катеринославі, Одесі та Луганську. 1907 року в Луганську познайомилася з революційним діячем Аркадієм Самойловим, з яким у 1910 році одружилася.
У 1912—1914 рр. — відповідальна секретарка газети «Правда».
Одна з організаторок 1-ї Всеросійської наради робітниць і селянок у Москві (січень 1918).
У 1914 член редколегії журналу «Робітниця». Неодноразово піддавалася арештам і засланням.
Після Лютневої революції 1917 вела організаційно-пропагандистську роботу в Петрограді. Делегатка 7-ї (Квітневої) Всеросійської конференції РСДРП(б).
Після Жовтневого перевороту голова комісії з роботи серед жінок-робітниць при Петербурзькому комітеті РСДРП(б).
Керувала 1-ю конференцією робітниць в листопаді 1917; роз'їзна інспекторка ЦК РКП(б) з роботи серед жінок-робітниць; співробітниця газети «Правда» і журналу «Комуністка». У 1919 член губернського і міського комітетів РКП(б) Самари.
В 1919 році — інструкторка ЦК РКП(б) з роботи серед жінок-робітниць, згодом — завідувачка жіночим відділом ЦК Компартії України.
У 1920—21 завідувачка політвідділом агітаційного пароплава ВЦВК «Червона Зірка» на Волзі.
Померла в Астрахані від холери у 1921 році.

## Праці
- Авторка низки статей і брошур про міжнародний жіночий рух.